# Agta, Remontado jezik
Sinauna jezik (hatang-kayey, remontado agta; ISO 639-3: agv), jezik centralnoluzonske skupine filipinskih jezika kojim govori oko 2 530 ljudi (2000) na otoku Luzon u provincijama Rizal i Quezon, Filipini.
Prema ranijoj klasifikaciji pripadao je sjevernofilipinskoj skupini. Bilingualnost je na tagalogu [tgl] i filipinskom [fil] koji se temelji na tagalogu.

## Vanjske poveznice
- Ethnologue (14th)